# La metáfora
Es un ensayo de Jorge Luis Borges de 1952 en el que el autor evalúa brevemente este recurso retórico.

## Tema
Establece una diferencia entre dos tipos de metáfora: una natural, inocente, cercana a la perplejidad del hallazgo, y otra más verbal y forzada. 
Entre estas incluye a aquellas que comprenden episodios barrocos y a veces decadentes de todas las expresiones poéticas: en el simbolismo, en el barroco español (que Borges apreció en Quevedo y renegó en el Gracián poeta) así como también en las antiguas metáforas de los poetas cortesanos y personales de Islandia llamados skald.
Borges echa mano de las palabras de Benedetto Croce para definir el resultado de este segundo tipo de metáfora como "frialdad íntima".
La excesiva conciencia de la herramienta con que se ejecuta la metáfora tiende a provocar el olvido ante la cosa representada por el nombre.
A su vez, Borges promueve la idea de que las metáforas son contadas; entre ellas deja ver su aprobación y agrado hacia estas tres:

Viejo sillón de hamaca (la muerte; entre los negros blueseros; metáfora implícita).

La muerte es a la especie lo que el sueño al individuo (Schopenhauer, doble metáfora, explícita).

[El alma de una mujer] no es otra cosa que un animal del color de las flores (Stevenson).

- En este ensayo, junto con «El tiempo circular», Borges dice "rectificar" lo expuesto en las disquisiciones de su ensayo temprano Historia de la Eternidad.
- En el ensayo más breve de su texto dedicado a Dante Nueve ensayos dantescos, escribe que "la palabra metáfora es una metáfora".[3]